# Mlomp (Bignona)
Pour les articles homonymes, voir Mlomp (homonymie).
Mlomp est un village du Sénégal situé en Basse-Casamance, au nord de Thionck Essyl et au sud de Kartiack. C'est le chef-lieu de la communauté rurale de Mlomp (Bignona), dans l'arrondissement de Tendouck, le département de Bignona et la région de Ziguinchor.

## Présentation
Mlomp est composé de 4 quartiers et de 11 sous-quartiers.

- Quartier de Boundia. Ses sous-quartiers sont Boussoya, Djifalone, Manana.

- Quartier de Balokir et ses sous-quartiers : Balokir, Dialome, Kagogoune.

- Quartier de Etamaya et ses sous-quartiers : Koubananck, Kagnédième, Boffé
, Bakobote djabiling  Kadjinone.

- Quartier de Kawaguir et ses sous-quartiers : 
Bondine (Bousseyène, Elléoule, Djikoudjiir, Sallo)
Dialime (Kadjigueul, Soutouto, Kahagne)

## Histoire
Une partie des habitants du village de Mounoff actuellement appelé Mlomp est venue de Kassa en faisant une première escale à Kayoume de Thionck-Essyl. Après Thionck-Essyl, ces habitants venus de Mlomp d'Oussouye ont continué leur route migratoire et ont été accueillis par des habitants autochtones du village de Mounoff dont la majeure partie était issue de la dislocation du grand village de Djimène entre le Xe et le XIe siècle. Ces guerriers, refoulés du village de Mlomp dans le département actuel d'Oussouye, débarquèrent à Baraban.
Mounoff ou Mlomp est créé entre le XIIe et le XIIIe siècle.
Le village de Mlomp existait déjà quand les habitants venus de Kassa sont arrivés.
Générations de circoncision :
- Effoulouncoute en 1706

- Effole égatte en 1728 

- Erioroutte en 1752

- Komposs en 1774

- Eligalondjie en 1796

- Banongoutte en 1818

- Elisso en 1840

- Handiolo en 1862

- Sénomhougnottou en 1884

- Kagnama en 1906

- Tobor en 1928

- Jazzou en 1951

- Warga en 1980

- Epatalack en 2016
Succession des anciens chefs :

1882 : Landiany Sambou

1903 : Abdou Niamby Sambou

1929 : Idrissa Horro Sambou

1945 : Lalo Diatta 

1952 : Mamadou Sambou

1995 : Idrissa Sambou

2014 : mamadou diallo diatta

## Administration
Chef du village : Idrissa Sambou

Délégués de quartiers : Lamine Coly (Boundia) il est décédé le 31/05/2015 a ziguinchor

Sahissa Mané Sambou (Etamaya)

Yaya Sambou (Balokir) 

Abba Diédhiou (Kawaguir)

 29/10/2011 Mamadou diatta ( élu comme chef du village de mlomp au suffrage )

### Religieux
Succession des Imams de la grande mosquée du village
Aliou diamba sambou (etamaya)
Ansoumana lolo sambou (etamaya)
Ansoumana sana sambou (etamaya)
Kalipha sambou (etamaya)
ousmane sambou (balokir)

## Géographie
Superficie : 50 km² 

Longueur, du nord au sud : 5 km 

Largeur d’est en ouest : 10 km

### Population
Lors du dernier recensement (2002), la localité comptait 2 746 habitants et 382 ménages.

## Personnalités nées à Mlomp
- Youba Sambou, homme politique, ancien ministre des Forces armées
- Bacary Djileh COLY Ingénieur agronome
- Ibrahima DIEME Dr Vétérinaire
- Youssouph DIEDHIOU Inspecteur du trésor
- Bourama DIATTA premier Instituteur
- Daouda SAMBOU
- Ansoumana SAMBOU dit mauritanie
- Boubacar Ahy DIATTA Pr agrégé en Dermatologie
- Daouda COLY Dr.
- El Hadji Seyni SAMBOU Ingénieur agronome
- Colonel Ousmane DIEME
- Capitaine Papa Amadou Sadio......
- Abba Niamba Diatta ancien préfet et ancien député sénateur